# Insomnia (novela)
Insomnia es una novela de terror y ciencia ficción del escritor Stephen King, publicada en el año 1994. Fue nominada para un Premio Bram Stoker en la categoría de mejor novela en 1994.

## Argumento
Insomnia nos cuenta la historia de Ralph Roberts, un anciano de casi setenta años que, tras la muerte de su esposa sufre de insomnio, el cual aumenta progresivamente provocando lo que en un principio interpreta como alucinaciones y que, más tarde, reconoce como elementos de la realidad que no todos los mortales pueden percibir. Así descubre que cada persona posee un aura que cambia de acuerdo a su estado de salud o emocional, además de un cordón (como el cordel de un globo) que surge de su cabeza y que "los médicos calvos y bajitos" cortan cuando la vida de un ser humano debe llegar a su fin. Dos de estos seres sirven al propósito y, el que queda, al azar, y reciben su nombre de las Moiras o Parcas de la mitología grecorromana: Cloto, Láquesis y Átropos. Conforme la trama se desarrolla, Laquesis y Cloto solicitan su ayuda ya que, a pesar de que poseen ciertos poderes, no pueden intervenir en un asunto de importancia capital; la vida de un simple niño mortal será determinante para que por fin concluya la búsqueda de la Torre Oscura por parte de Roland de Gilead, el último pistolero, y con ello se asegure la supervivencia de los universos múltiples que confluyen en ella.
A lo largo de la novela encontramos reflexiones acerca del aborto, la vejez, la irracionalidad del ser humano y el amor. Buscando el sentido de la vida, entiende por qué es víctima de un suceso y es capaz de comprender entonces la dificultad de la vida y los obstáculos que le asedian, a la vez que se da cuenta de las verdades que aprende en su camino, estableciendo por tanto esta dualidad de los acontecimientos vitales.

## Relación con otras obras
-En la novela, el bibliotecario Mike Hanlon es el jefe del personaje Helen Deepneau. Mike Hanlon aparece como integrante del Club de los perdedores en la novela It. También se hace referencia a la "naturaleza mística" de Derry los homicidios y la gran inundación de 1985. 
-Cuando se encuentran en la guarida de Átropos, uno de los objetos que se encuentran ahí es de Gage, el niño de la novela Cementerio de animales que muere atropellado por un tráiler.
-En varias partes del libro se hacen referencias a la saga La Torre Oscura, mencionando a la torre misma, al Rey Carmesí y al pistolero Roland Deschain.
- Se mencionan también sucesos anteriores y posteriores a 1957-1958 y a 1984-1985, como la mención del incendio del club "Black Spot", la inundación de 1985, etc.
- Los primeros capítulos de la novela Un saco de huesos transcurren un año después de los acontecimientos de Insomnia.